# M. Pokora

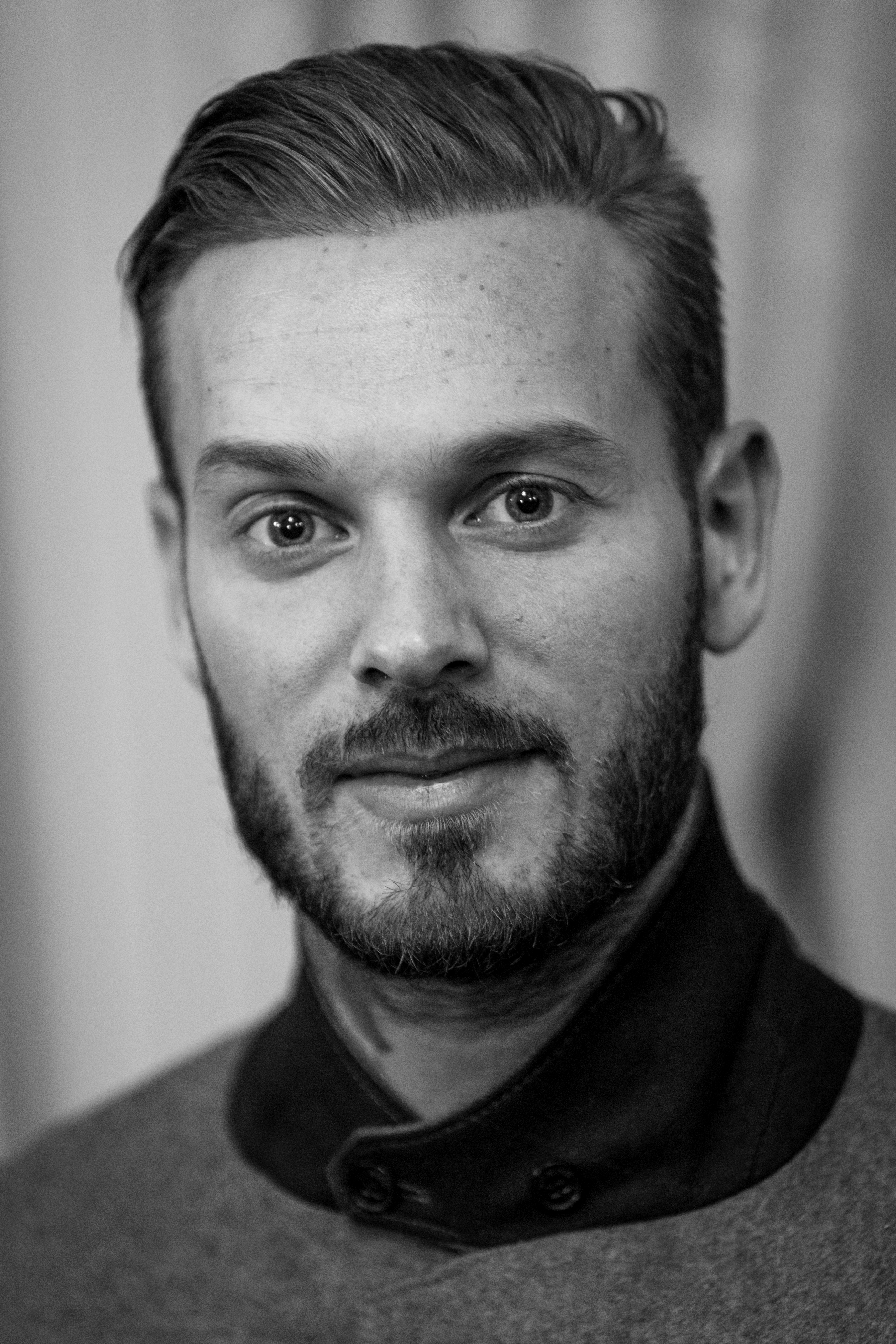
M. Pokora (2014)

M. Pokora (* 26. September 1985 in Straßburg; auch Matt Pokora oder MP; eigentlicher Name Matthieu Tota) ist ein französischer Pop- und RnB-Sänger, der Eltern mit polnischen Wurzeln hat.

## Karriere
Er gewann im Jahr 2003 mit zwei weiteren Teilnehmern die französische Version von Popstars und bildete mit ihnen die Rapgruppe Linkup. Nach der Auflösung der Gruppe startete er eine Solokarriere. Sein erstes Soloalbum wurde 2005 veröffentlicht. Bereits seine ersten beiden Singles Showbizz und Elle me contrôle, welche ca. 400.000 Mal verkauft wurde, waren sehr erfolgreich. 2006 kam sein zweites Album Player heraus, das ebenfalls große Erfolge verzeichnen konnte. Unter anderem lud Ricky Martin ihn ein, mit ihm ein Duett namens It's Alright zu singen.
Im Frühjahr 2008 erschien seine Single Dangerous, die aus einer Zusammenarbeit mit Timbaland entstand. In Frankreich konnte sie den 1. Platz in den Charts erreichen. Sein drittes Album erschien im März 2008 unter dem Titel MP3. Seine 2. Single They Talk Shit About Me erschien im Duett mit Rapperin Verse (Natalia Cappuccini). Seine dritte Single, Catch Me If You Can, wurde ebenfalls von Timbaland produziert.
Die Veröffentlichung des vierten Studioalbums Mise À Jour erfolgte am 20. August 2010. Die erste Single Juste Une Photo De Toi erschien am 7. Juni 2010 und wurde von Gee Futuristic und X-plosive produziert. Am 11. März 2011 erschien das Album Updated, das als internationale Umsetzung seines vierten Albums mit englischsprachigen Liedtexten eingespielt wurde.
2011 nahm er an der ersten Staffel der Tanzshow Danse avec les stars teil und erreichte den ersten Platz.
2023 fand die 20-jährige Jubiläumstour Épicentre statt.

## Diskografie

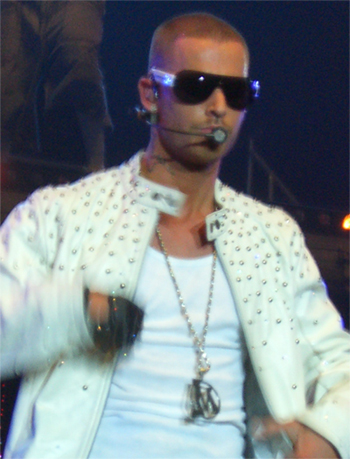
M. Pokora (2007)

Studioalben

| Jahr | Titel Musiklabel                                                           | Höchstplatzierung, Gesamtwochen, AuszeichnungChartplatzierungen (Jahr, Titel, Musiklabel, Platzierungen, Wochen, Auszeichnungen, Anmerkungen) | Höchstplatzierung, Gesamtwochen, AuszeichnungChartplatzierungen (Jahr, Titel, Musiklabel, Platzierungen, Wochen, Auszeichnungen, Anmerkungen) | Höchstplatzierung, Gesamtwochen, AuszeichnungChartplatzierungen (Jahr, Titel, Musiklabel, Platzierungen, Wochen, Auszeichnungen, Anmerkungen) | Höchstplatzierung, Gesamtwochen, AuszeichnungChartplatzierungen (Jahr, Titel, Musiklabel, Platzierungen, Wochen, Auszeichnungen, Anmerkungen) | Anmerkungen                                                |
| Jahr | Titel Musiklabel                                                           | FR | BEW | CH | DE | Anmerkungen                                                |
| ---- | -------------------------------------------------------------------------- | --- | --- | --- | --- | ---------------------------------------------------------- |
| 2004 | M. Pokora M6 Interactions (UMG)                                            | FR21 Gold · (96 Wo.)FR | BEW28 (31 Wo.)BEW | — | — | Erstveröffentlichung: 22. Oktober 2004 Verkäufe: + 100.000 |
| 2006 | Player M6 Interactions (UMG)                                               | FR1 (59 Wo.)FR | BEW8 (33 Wo.)BEW | CH37 (8 Wo.)CH | — | Erstveröffentlichung: 23. Januar 2006                      |
| 2008 | MP3 Capitol Records (EMI)                                                  | FR7 Gold · (20 Wo.)FR | BEW6 (21 Wo.)BEW | CH32 (5 Wo.)CH | — | Erstveröffentlichung: 21. März 2008 Verkäufe: + 75.000     |
| 2010 | Mise à jour auch bekannt als: Updated (englische Version) Parlophone (EMI) | FR4 ×2Doppelplatin · (128 Wo.)FR | BEW7 (61 Wo.)BEW | CH65 (1 Wo.)CH | — | Erstveröffentlichung: 20. August 2010 Verkäufe: + 200.000  |
| 2012 | À la poursuite du bonheur Parlophone (WMG)                                 | FR2 ×3Dreifachplatin · (92 Wo.)FR | BEW2 Platin · (89 Wo.)BEW | CH12 (17 Wo.)CH | — | Erstveröffentlichung: 16. März 2012 Verkäufe: + 320.000    |
| 2015 | R.E.D. – Rythmes extrêmement dangereux Parlophone (WMG)                    | FR1 ×2Doppelplatin · (57 Wo.)FR | BEW1 (61 Wo.)BEW | CH4 (10 Wo.)CH | — | Erstveröffentlichung: 6. Februar 2015 Verkäufe: + 200.000  |
| 2016 | My Way TF1 Musique (Muzeek One)                                            | FR1 Diamant · (71 Wo.)FR | BEW1 Platin · (74 Wo.)BEW | CH7 (22 Wo.)CH | — | Erstveröffentlichung: 21. Oktober 2016 Verkäufe: + 520.000 |
| 2019 | Pyramide TF1 Musique (Muzeek One)                                          | FR1 ×3Dreifachplatin · (123 Wo.)FR | BEW1 Gold · (113 Wo.)BEW | CH8 (5 Wo.)CH | — | Erstveröffentlichung: 12. April 2019 Verkäufe: + 310.000   |
| 2022 | Épicentre TF1 Musique (Muzeek One)                                         | FR2 Gold · (25 Wo.)FR | BEW1 (17 Wo.)BEW | CH88 (1 Wo.)CH | — | Erstveröffentlichung: 4. November 2022 Verkäufe: + 50.000  |
| 2025 | Adrénaline M2THEP (Sony)                                                   | — | — | — | — | Erstveröffentlichung: 21. März 2025                        |

## Auszeichnungen
NRJ Music Awards
- 2006: Musikvideo des Jahres (Elle Me Contrôle)
- 2006: Französischsprachiges Lied des Jahres (Elle Me Contrôle)
- 2007: Französischsprachiger Künstler des Jahres
- 2007: Musikvideo des Jahres (De Retour)
- 2011: Französischsprachiger Künstler des Jahres
- 2011: Französischsprachiges Lied des Jahres (Juste une photo de toi)
- 2012: Französischsprachiger Künstler des Jahres
- 2012: Französischsprachiges Lied des Jahres (À nos actes manqués)
- 2013: Französischsprachiger Künstler des Jahres
- 2014: Französischsprachiger Künstler des Jahres